# Cratoplastis diluta
Cratoplastis diluta là một loài bướm đêm thuộc phân họ Arctiinae, họ Erebidae.